# Джордан Хендерсън
Джордан Брайън Хендерсън (на английски: Jordan Brian Henderson; роден 17 юни 1990 г.) е английски полузащитник, който играе за Брентфорд и националния отбор по футбол на Англия.
Хендерсън израства в юношеската школа на Съндърланд и записва първото си участие в професионалния футбол през 2008 г., след което за кратко е преотстъпен в Ковънтри Сити.
Дебютира за националния отбор на Англия през 2010 г.
През 2011 г. се присъединява към състава на Ливърпул, с който печели Шампионската лига и Суперкупата на УЕФА през 2019 г.

## Успехи
Ливърпул
- Купа на Футболната лига: 2011–12; финалист 2015–16
- Шампионска лига на УЕФА: 2018–19; финалист 2017–18
- Премиършип: 2019-20
- Суперкупа на УЕФА: 2019
- ФА Къп финалист: 2011–12
- Лига Европа финалист: 2015–16

Англия
- Лига на нациите на УЕФА трето място: 2018–19